# Die Religion innerhalb der Grenzen der bloßen Vernunft
Die Religion innerhalb der Grenzen der bloßen Vernunft ist eine  religionsphilosophische Schrift von Immanuel Kant, die zwischen 1793 und 1794 erschienen ist. Kant entwickelt darin eine philosophische Religionslehre, die eine auf Vernunft beruhende Religion entwirft, die sogenannte Vernunftreligion. Dass die Idee der Freiheit, die Idee der Unsterblichkeit der Seele und die Idee Gottes unbeweisbare, aber notwendige Postulate der Vernunft sind, wie Kant in der Kritik der praktischen Vernunft behauptet, wird hier vorausgesetzt. Die im Christentum überlieferte Lehre dient als Ausgangspunkt, um weitere Anknüpfungspunkte zwischen Moral und Religion aufzufinden: Die Erbsündenlehre thematisiert das Problem, dass im Menschen eine Anlage zum Guten einem Hang zum Bösen ausgesetzt ist; die Figur Christus dient als Sinnbild eines moralisch vollkommenen Menschen; und die Idee der Kirche wird als „ethisches Gemeinwesen“ verstanden. Die Religionsschrift gilt als eines der bekanntesten Werke Kants.

## Aufbau
- Erste Vorrede (1. Auflage 1793)
- Zweite Vorrede (2. Auflage 1794)

### Erstes Stück
Von der Einwohnung des bösen Prinzips neben dem guten
- I. Von der ursprünglichen Anlage zum Guten in der menschlichen Natur
- II. Von dem Hange zum Bösen in der menschlichen Natur
- III. Der Mensch ist von Natur böse
- IV. Vom Ursprung des Bösen in der menschlichen Natur

### Zweites Stück
Vom Kampf des guten Prinzips, mit dem bösen, um die Herrschaft über den Menschen
- I. Teil: Von dem Rechtsanspruch des guten Prinzips auf die Herrschaft über den Menschen
- II. Teil: Von dem Rechtsanspruch des bösen Prinzips auf die Herrschaft über den Menschen, und dem Kampf beider Prinzipien miteinander

### Drittes Stück
Der Sieg des guten Prinzips über das böse, und die Gründung eines Reichs Gottes auf Erden
- I. Teil: Philosophische Vorstellung des Sieges des guten Prinzips unter Gründung eines Reiches Gottes auf Erden
- II. Teil: Historische Vorstellung der allmählichen Gründung der Herrschaft des guten Prinzips auf Erden

### Viertes Stück
Vom Dienst und Afterdienst unter der Herrschaft des guten Prinzips, oder Von Religion und Pfaffentum

#### I. Teil Vom Dienst Gottes in einer Religion überhaupt
- 1. Abschnitt. Die christliche Religion als natürliche Religion
- 2. Abschnitt. Die christliche Religion als gelehrte Religion

#### II. Teil Vom Afterdienst Gottes in einer statutarischen Religion
- § 1. Vom allgemeinen subjectiven Grunde des Religionswahnes
- § 2. Das dem Religionswahne entgegengesetzte moralische Princip der Religion
- § 3. Vom Pfaffenthum als einem Regiment im Afterdienst des guten Princips
- § 4. Vom Leitfaden des Gewissens in Glaubenssachen

## Das Prinzip des Bösen und des Guten
Im ersten Abschnitt von  Die Religion innerhalb der Grenzen der bloßen Vernunft (RGV) untersucht Kant die Frage, ob der Mensch von Natur aus gut oder böse sei. Das „Prinzip des Bösen“ versteht Kant dabei als letztlich unerklärliches Phänomen, das aber jedem Menschen eigen sei: Jeder Mensch trage von Natur aus den Hang zum Bösen, ein radikales Böse, in sich. Dieses Prinzip sei es, was den Menschen davon abhalte, moralisch zu handeln:

„Der Satz: der Mensch ist böse, kann […] nichts anders sagen wollen als: er ist sich des moralischen Gesetzes bewußt und hat doch die (gelegenheitliche) Abweichung von demselben in seine Maxime aufgenommen.“

Das Prinzip des Bösen dient Kant also als Erklärung dafür, weshalb der Mensch wider besseres Wissen oft unmoralisch handelt. Das gute Prinzip dagegen ist die Menschheit in ihrer moralischen Vollkommenheit. Kant illustriert dies im Bild vom „Sohn Gottes“. Im praktischen Glauben an ihn oder – was in Kants Sinne dasselbe ist – an die Idee der Menschheit kann der Mensch hoffen, Gott wohlgefällig zu werden. Der Begriff „Sohn Gottes“, welchen Kant das „Urbild der Gott wohlgefälligen Menschheit“ nennt, wird durch Kant also als Sinnbild verwendet, das für die Idee einer sittlich vollkommenen Menschheit steht. Dementsprechend ist der „Sohn Gottes“ also kein empirisch erfahrbares, historisches Wesen (den Namen Jesus spricht Kant in der RGV bewusst nicht aus), sondern der sinnliche Ausdruck einer rationalen Idee:

„Allein in der Erscheinung des Gottmenschen ist nicht das, was von ihm in die Sinne fällt, oder durch Erfahrung erkannt werden kann, sondern das in unsrer Vernunft liegende Urbild, welches wir dem letztern unterlegen (weil, so viel sich an seinem Beispiel wahrnehmen läßt, er jenem gemäß befunden wird), eigentlich das Objekt des seligmachenden Glaubens, und ein solcher Glaube ist einerlei mit dem Prinzip eines Gott wohlgefälligen Lebenswandels.“

Die weiteren Abschnitte der Religionsschrift schildern einen idealen geschichtlichen Verlauf hin zur allmählichen Errichtung des Reiches Gottes bzw. der Herrschaft des Guten in der Welt. Diese – die Herrschaft des Guten, also ein vollständig moralischer Zustand der Welt – betrachtet Kant als das erstrebenswerte Ziel der Geschichte. Erreicht werde dies durch den „allmähliche[n] Übergang des Kirchenglaubens zur Alleinherrschaft des reinen Religionsglaubens“ (RGV, Dritter Abschnitt, VII), also durch eine allmähliche Ablösung eines auf Offenbarung gestützten Glaubens hin zu einem auf Vernunft gestützten Glauben.

## Sichtbare und unsichtbare Kirche
Dieses Ziel einer Herrschaft des guten Prinzips (der moralischen Vollkommenheit der Menschheit) ist jedoch nur gemeinschaftlich erreichbar, denn solange immer damit gerechnet werden muss, dass sich andere unmoralisch verhalten, verderben sich Menschen wechselseitig ihre moralische Anlage. Dies begründet laut Kant die Notwendigkeit eines ethischen Gemeinwesens, also eines Zusammenschlusses von Menschen, die sich gegenseitig zusichern, stets moralisch zu handeln. Weil aber nur Gott eine wirklich ernst gemeinte moralische Einstellung der Menschen erkennen kann, ist das ethische Gemeinwesen nur in Form einer Kirche denkbar. Kant unterscheidet hier jedoch, Augustinus und Luther folgend, zwischen „sichtbarer“ und „unsichtbarer“ Kirche: Die unsichtbare Kirche entspricht für Kant dem Ideal des ethischen Gemeinwesens. Sie ist jedoch aufgrund der Schwäche der menschlichen Natur nicht realisierbar. Realisierbar ist aber die sichtbare Kirche, die immer von einem Offenbarungs- oder einem „statutarischen“ Glauben ausgehen müsse und durch verschiedene religiöse Praktiken und Kulte geprägt sei. Obwohl alle religiösen Vorschriften, die über die Forderungen der Moral hinausgehen, an sich überflüssig seien, seien sie doch notwendig, um das ethische Gemeinwesen überhaupt realisieren zu können; sie dienen als 'Vehikel' zu einer immer besseren Annäherung an das Vernunftideal. Es bleibt offen, ob die sichtbare Kirche noch in dieser Welt zugunsten der unsichtbaren ganz aufgelöst werden kann.

## Verhältnis von Religion und Moral
Wie Kant bereits in der Grundlegung zur Metaphysik der Sitten gezeigt hatte, ist wirklich moralisches Handeln – in Kants Worten: ein Handeln aus Pflicht – nur möglich, wenn der Mensch sich selbst als frei verstehen kann. Zudem setzt ein Handeln aus Pflicht voraus, dass sich das Handeln des Menschen nicht nur in bloßer Übereinstimmung mit moralischen Regeln befindet – dies nennt Kant pflichtgemäßes Handeln –, sondern der Mensch sich frei für das moralische Gesetz (das Sittengesetz) entscheidet. Dieses Sittengesetz ist dem Menschen allein durch Vernunft zugänglich, letztlich durch Anwendung des kategorischen Imperativs. Daher kann laut Kant die Religion selbst nicht bestimmen, was moralisch geboten oder verboten ist. Die Moral muss insofern vollständig unabhängig von religiösen Vorgaben bleiben und wird allein durch die Vernunft bestimmt:

„Die Moral, so fern sie auf dem Begriffe des Menschen als eines freien, eben darum aber auch sich selbst durch seine Vernunft an unbedingte Gesetze bindenden Wesens gegründet ist, bedarf weder der Idee eines andern Wesens über ihm, um seine Pflicht  zu erkennen, noch einer andern Triebfeder als des Gesetzes selbst, um sie zu beobachten. Wenigstens ist es seine eigene Schuld, wenn sich ein solches Bedürfniß an  ihm vorfindet, dem aber alsdann auch durch nichts anders abgeholfen werden kann:  weil, was nicht aus ihm selbst und seiner Freiheit entspringt, keinen Ersatz für den Mangel seiner Moralität abgiebt. – Sie bedarf also zum Behuf ihrer selbst (sowohl objectiv, was das Wollen, als subjectiv, was das Können betrifft) keinesweges der Religion, sondern Vermöge der reinen praktischen Vernunft ist sie sich selbst genug.“

Kant wendet sich ausdrücklich gegen jede „statutarische“ Religion, also gegen jede Religion, deren Gebote durch bloße Autorität (z. B. durch Gott, durch die Bibel, durch einen absoluten Herrscher usw.) gelten. Wirklich moralisch können für Kant nur diejenigen moralischen Pflichten sein, die sich durch reine Vernunft erkennen lassen. Gegen eine dogmatisch verstandene Religion hatte Kant sich bereits in seiner berühmten Schrift Was ist Aufklärung? gewendet. In diesem Sinne fordert Kant eine
„Vernunftreligion“, die jeden blinden Glauben – etwa den Glauben an Offenbarungsweisheiten, den Kant als „Afterdienst“ bezeichnet – überwindet und allein auf dem Fundament der Vernunft ruht. Über die „wahre Religion“, die Vernunftreligion, sagt Kant daher:

„Die wahre, alleinige Religion enthält nichts als Gesetze, d. i. solche praktische Principien, deren unbedingter Nothwendigkeit wir uns bewußt werden können, die wir  also als durch reine Vernunft  (nicht empirisch) offenbart anerkennen. Nur zum Behuf einer Kirche, deren es verschiedene gleich gute Formen geben kann, kann es Statuten, d. i. für göttlich gehaltene Verordnungen, geben, die für unsere reine moralische Beurtheilung willkürlich und zufällig sind. Diesen statutarischen Glauben nun (der allenfalls auf ein Volk eingeschränkt ist und nicht die allgemeine Weltreligion enthalten kann) für wesentlich zum Dienste Gottes überhaupt zu halten und ihn zur obersten Bedingung des göttlichen Wohlgefallens am Menschen zu machen, ist ein Religionswahn, dessen Befolgung ein Afterdienst, d. i. eine solche vermeintliche Verehrung Gottes ist, wodurch dem wahren, von ihm selbst geforderten Dienste gerade entgegen gehandelt wird.“

Für Kant ist also nur das „wahre Religion“, was durch jeden einzelnen Menschen selbst aus reiner Vernunft heraus nachvollzogen werden kann. Die Offenbarung würdigt Kant zwar in ihrer Bedeutung für den geistigen Fortschritt der Menschheit, betrachtet sie aber als eine zu überwindende Stufe der menschlichen Entwicklung. Der Mensch bedurfte des Offenbarungsglaubens nur so lange, wie er für den vernünftigen („reinen“) Glauben noch nicht mündig genug war.

## Kritik an Offenbarungsglauben und religiösen Kulten
Im vierten Abschnitt von RGV  wendet Kant sich scharf gegen jede Form von blindem, also nicht durch Vernunft begleiteten Glauben an geoffenbarte Weisheiten:

„Himmlische Einflüsse in sich wahrnehmen zu wollen, ist eine Art Wahnsinn, in welchem wohl gar auch Methode sein kann (weil sich jene vermeinte innere Offenbarungen doch immer an moralische, mithin an Vernunftideen anschließen müssen), der aber immer doch eine der Religion nachtheilige Selbsttäuschung bleibt.“

Kant lehnt alles an der Religion ab, was mit Offenbarung, Dogmen, Wunderglauben oder „himmlischen Einflüssen“ zu tun hat. Dazu zählt er auch Gebete, kirchliche Liturgien, Wallfahrten oder Beichten. Dies fasst Kant in dem Grundsatz zusammen:

„alles, was, außer dem guten Lebenswandel, der Mensch noch tun zu können vermeint, um Gott wohlgefällig zu werden, ist bloßer Religionswahn und Afterdienst Gottes.“

Das Ziel der Vernunftreligion Kants ist damit nicht primär die Erlösung oder andere Formen der Belohnung für eine gute Lebensführung, sondern allein der moralische („gute“) Lebenswandel selbst.

## Freiheit, Unsterblichkeit und Gott als Postulate der praktischen Vernunft
Freiheit, Unsterblichkeit der Seele und Gott sind nach Kant Ideen, die nicht bewiesen werden können. Die generelle Unmöglichkeit solcher Beweise hatte Kant bereits in der Kritik der reinen Vernunft gezeigt. Dennoch sei es notwendig, diese Ideen zumindest zu postulieren, d. h. als Hypothese anzunehmen, damit der Mensch sich überhaupt als Wesen begreifen könne, das moralisch handeln kann.  Was genau unter diesen Ideen zu verstehen ist, behandelt Kant in anderen Werken und thematisiert es in der RGV nicht eigens. Die Möglichkeit der menschlichen Freiheit hatte Kant bereits in der Grundlegung zur Metaphysik der Sitten behandelt, die Unsterblichkeit der Seele sowie die Idee eines Gottes in der Kritik der praktischen Vernunft.
Dabei ist für das Verständnis der Religionsschrift (RGV) jedoch wichtig, diese Ideen nicht mit den gewöhnlichen religiösen Vorstellungen zu verwechseln. Dies sei am Beispiel der Unsterblichkeit der Seele gezeigt: Denn ebenso, wie Kants Gottesbegriff als terminus technicus zu verstehen ist und nicht als persönlicher Gott verstanden werden darf, so ist auch das Konzept von der Unsterblichkeit der Seele nicht in jeder Hinsicht vergleichbar mit sonstigen religiösen Vorstellungen, etwa der von einer Seelenwanderung oder der Erlösung der Seele nach dem physischen Tod. Einen Erlösungsgedanken wie beispielsweise im Christentum kennt Kants Religionsphilosophie nicht, da die Seele laut Kant auch nach dem körperlichen Tod weiterhin um Moralität bemüht sein muss. Die Seele wird also nicht erlöst, sondern muss bis ins Unendliche danach streben, moralisch zu sein. Kant sagt dazu in der Kritik der praktischen Vernunft:

„Was dem Geschöpfe allein in Ansehung der Hoffnung dieses Anteils zukommen kann, wäre das Bewußtsein seiner erprüften Gesinnung, um aus seinem bisherigen Fortschritte vom Schlechteren zum Moralischbesseren und dem dadurch ihm bekannt gewordenen unwandelbaren Vorsatze eine fernere ununterbrochene Fortsetzung desselben, wie weit seine Existenz auch immer reichen mag, selbst über dieses Leben hinaus zu hoffen, und so, zwar niemals hier, oder in irgend einem absehlichen künftigen Zeitpunkte seines Daseins, sondern nur in der (Gott allein übersehbaren) Unendlichkeit seiner Fortdauer dem Willen desselben (ohne Nachsicht oder Erlassung, welche sich mit der Gerechtigkeit nicht zusammenreimt) völlig adäquat zu sein.“

Kant vertritt also die These, dass es eine „Fortsetzung“ des Fortschritts „vom Schlechteren zum Moralischbesseren […] selbst über dieses Leben hinaus“ gibt. Otfried Höffe erläutert diese schwer verständliche Passage wie folgt:

„Bemerkenswert an dieser Argumentation ist, daß sie die traditionelle Vorstellung vom künftigen Leben verändert. Für das Christentum, auch für Platon findet der Kampf  der Pflicht gegen die Neigung nur im Diesseits statt, während die Seligen im Jenseits keine Versuchung zum Bösen mehr kennen. Bei Kant wird dagegen die moralische Anstrengung des Diesseits ins Unendliche verlängert.“

## Zensurprobleme bei der Veröffentlichung
Kants Schrift stieß auf erheblichen Widerstand durch die preußischen Behörden. Nach dem Religionsedikt von 1788 wurden kirchen- und religionskritische Schriften besonderen Zensurmaßnahmen ausgesetzt. Einem Teil von Kants Religionsschrift wurde die Druckgenehmigung verweigert, so dass dieser erst 1794 gegen erhebliche Widerstände erscheinen konnte. Der König persönlich setzte sich gegen eine Veröffentlichung ein. Am 1. Oktober 1794 ging eine Kabinettsorder Friedrich Wilhelms II.: Kant habe seine „Philosophie zu Entstellung und Herabwürdigung mancher Haupt- und Grundlehren der heiligen Schrift und des Christentums mißbraucht“ und gegen seine „Pflicht als Lehrer der Jugend“ verstoßen. „Auf Seiner Königl. Majestät allergnädigsten Specialbefehl“ wurde daher von Kant verlangt, auf jede weitere Veröffentlichung dieser Art zu verzichten, „widrigenfalls Ihr Euch bei fortgesetzter Renitenz unfehlbar unangenehmer Verfügungen zu gewärtigen habt.“ Kant musste sich daraufhin verpflichten, auf alle weiteren Stellungnahmen in Religionsfragen zu verzichten, woran er sich auch bis zum Tod des Königs hielt.

## Kants persönliches Verhältnis zur Religion
Was Kant als Privatmensch über die Religion, insbesondere das Christentum dachte, ist nur durch wenige Dokumente belegt, wozu private Briefe und Äußerungen seiner Freunde gehören. Neuere Veröffentlichungen zeigen jedoch, dass Kant – wie in seiner Religionsschrift theoretisch dargelegt – auch privat große Teile der kirchlichen Praxis ablehnte. In der Kant-Biographie Manfred Kühns heißt es dazu:

„Die organisierte Religion erfüllte ihn [Kant] mit Zorn. Jedem, der Kant persönlich kannte, war klar, daß ihm der Glaube an einen persönlichen Gott fremd war. Gott und Unsterblichkeit hatte er zwar postuliert, glaubte aber selbst an keines von beiden. Seine feste Überzeugung war, daß derartige Glaubensvorstellungen lediglich eine Sache des „individuellen Bedürfnisses“ seien. Er selbst empfand kein derartiges Bedürfnis.“

Auch seine pietistische Schulbildung beurteilte Kant später als „Jugendsklaverei“ und als „Zucht der Fanatiker“. Karl Ludwig Pörschke, mit dem Kant im Alter befreundet war, berichtete: „Er [Kant] hat mich oft versichert, er sei schon lange Magister gewesen und noch an keinem Satze des Christentums gezweifelt. Nach und nach sei ein Stück ums andere abgefallen.“ Bereits in einem Brief an Lavater aus dem Jahr 1775 erklärte Kant die „Lobpreisung des Lehrers dieser Religion“ (gemeint ist Jesus) sowie Gebets- und „Andachtshandlungen“ für „unwichtig“. Eine explizite Ablehnung des Christentums ist von Kant jedoch nicht überliefert.

## Ausgaben
- „Vom Ursprung des Bösen in der menschlichen Natur“ (=Erstdruck der ersten Abhandlung, online: gallica.bnf.fr, books.google.de, ds.ub.uni-bielefeld.de (schlechte Qualität)), in: Berlinische Monatsschrift, April 1792, S. 360–385.
- „Die Religion innerhalb der Grenzen der bloßen Vernunft“, in: Akademieausgabe Bd. 6 (AA VI), S. 1–202, online: Bonner Kant-Korpus.
- Immanuel Kant: Die Religion innerhalb der Grenzen der bloßen Vernunft. Mit einer Einleitung und Anmerkungen herausgegeben von Bettina Stangneth. Meiner, Hamburg 2003, ISBN 3-7873-1618-3